# Římskokatolická farnost Sněžná u Krásné Lípy
Římskokatolická farnost Sněžná u Krásné Lípy je církevní správní jednotka sdružující římské katolíky na území vesnice Sněžná u Krásné Lípy a v jejím okolí. Organizačně spadá do děčínského vikariátu, který je jedním z 10 vikariátů litoměřické diecéze. Centrem farnosti je kostel Panny Marie Sněžné ve Sněžné.

## Historie farnosti
Farnost byla kanonicky zřízena od 21. 11. 1855. Do té doby byla v místě lokálie od roku 1851.

### Duchovní správcové vedoucí farnost
Začátek působnosti jmenovaného v duchovní správě farnosti od roku:
- 1851   loc. vacat
- 1852   proto. loc. (1. lokalista) Gust. Gruner, n. 18. 2. 1813 Reichenberg, o. 20. 8. 1837
- 1856   proto-par. (1. farář) Gust. Gruner, n. 18. 2. 1813 Reichenberg, o. 20. 8. 1837, † 23. 5. 1883
- 1883   Anton. Tscherney, n. 24. 5. 1845 Schwaden, o. 23. 7. 1870, † 25. 10. 1927
- 1927   par. vacat, admin. interc. Wenc. Born
- 26. 10. 1927 Wenc. Born, n. 23. 6. 1887 Milleschau, o. 14. 7. 1912, † 12. 11. 1964
- 31. 7.  1946 Franc. Zimmermann
- 30. 9. 1949  Eduard. Franc. Schimmel
- 17. 11. 1953 Rudolf Pfáb
- 1. 3.  1957  Jan Formůsek
- 1. 8.  1963  Hynek Šťastný
- 1. 8.  1964  Ladislav Vybíral
- 1. 10. 1974  Alexej Baláž
- 1. 11. 1981  František Kocman
- 1. 8.  1982  František Jirásek
- 1. 7.  1990  Jaroslav Gajdošík
- 1. 6.  1991  Antonín Hladký SDB
- 15. 11. 1996 Jaroslav Gajdošík, admin. exc. ze Šluknova
- 1. 8.  1997  Pavel Krejcar, admin. exc. ze Šluknova
- 1. 8.  1998  Jiří Sucharda, admin. exc. ze Šluknova
- 1. 6.  1999  Milan Matfiak
- 1. 7.  2002  Tomáš Kuba, admin. exc. z Krásné Lípy
- 1. 9.   2005 Alexej Baláž, admin. exc. z Varnsdorfu
- 8. 11. 2016 Vojtěch Suchý SJ, admin. exc. in materialibus z Benešova nad Ploučnicí
- 1. 12. 2016 Jacek Kotisz, admin. exc.; od 1. 8. 2017 admin. exc. in materialibus z Dolní Poustevny
- 1. 8.  2017 Antonín Sedlák, admin. exc. in spiritualibus z Krásné Lípy u Rumburka[2]

Kromě kněží stojících v čele farnosti, působili ve farnosti v průběhu její historie i jiní kněží. Většinou pracovali jako farní vikáři, kaplani, katecheté, výpomocní duchovní aj.

## Území farnosti
Do farnosti náleží území obce:
- Dlouhý Důl (Langengrund[p 2])
- Sněžná u Krásné Lípy (Schnauhübel[p 2])

## Římskokatolické sakrální stavby na území farnosti
| | Fotografie | Stavba                    | Místo      | Bohoslužby                      | Zeměpisné souřadnice             | Status       | Číslo kulturní památky           |
| Kostel | Kostel     | Kostel                    | Kostel     | Kostel                          | Kostel                           | Kostel       | Kostel                           |
| --- | ---------- | ------------------------- | ---------- | ------------------------------- | -------------------------------- | ------------ | -------------------------------- |
| 1. |            | Kostel Panny Marie Sněžné | Sněžná     | bližší informace o bohoslužbách | 50°55′22″ s. š., 14°28′19″ v. d. | farní kostel | 23752/5-4079 (Pk•MIS•Sez•Obr•WD) |
| Kaple |            |                           |            |                                 |                                  |              |                                  |
| 2. |            | Kaple Nejsvětější Trojice | Sněžná     | bohoslužby příležitostně        | 50°55′29″ s. š., 14°28′35″ v. d. | obecní kaple | —                                |
| 3. |            | Kaple svaté Anny          | Dlouhý Důl | bohoslužby příležitostně        | 50°55′29″ s. š., 14°27′45″ v. d. | kaple        | —                                |
| Některé drobné sakrální stavby a pamětihodnosti lze dohledat zde v databázi Drobné sakrální památky Zaniklé sakrální stavby lze dohledat zde v databázi Poškozené a zničené kostely, kaple a synagogy v České republice |            |                           |            |                                 |                                  |              |                                  |

Ve farnosti se mohou nacházet i další drobné sakrální stavby, místa římskokatolického kultu a pamětihodnosti, které neobsahuje tato tabulka.

## Příslušnost k farnímu obvodu
Z důvodu efektivity duchovní správy byl vytvořen farní obvod (kolatura) farnosti Dolní Poustevna, jehož součástí je i farnost Sněžná u Krásné Lípy, která je tak spravována excurrendo. Přehled těchto kolatur je v tabulce farních obvodů děčínského vikariátu.